# Refa’el Basz
Refa’el Basz (hebr.: רפאל בש, ang.: Rafael Bash lub Refael Bash, ur. 8 stycznia 1913 na Łotwie, zm. 10 marca 2000) – izraelski polityk, w 1951 poseł do Knesetu z listy Mapai.
W wyborach parlamentarnych w 1949 nie dostał się do izraelskiego parlamentu, jednak 21 maja 1951 objął mandat poselski po rezygnacji Josefa-Micha’ela Lamma. Nigdy więcej nie zasiadał w Knesecie.